# Michel Teló - Ao Vivo
Michel Teló - Ao Vivo ―en español― Michel Teló - En Vivo es el primer álbum en vivo del cantante y compositor brasileño Michel Teló. Lanzado en 2010, siendo producido por Ivan Myazato y Dudu Borges, fue grabado en la ciudad de Lages, Santa Catarina. Del álbum se desprendieron tan solo tres sencillos, "Se Intrometeu", "Fugidinha" y "Larga De Bobeira".

## Lista de canciones
1. Ei, Psiu! Beijo Me Liga — 04:32
2. Me Odeie — 04:00
3. Fugidinha — 02:59
4. Pode Ir — 04:14
5. Curtindo Solidão — 04:06
6. Larga De Bobeira — 03:43
7. Amanhã Sei Lá — 03:19
8. É Amor Pra Valer — 04:28
9. Fala Coração — 03:34
10. Pot Pourri: Saudade da Minha Terra / 60 Dias Apaixonado — 03:43
11. Dominou Geral — 04:00
12. Se Não Tem Mar, Vamos Pro Bar — 03:55
13. Olhos Negros — 03:39
14. Pot Pourri: Barquinho / Eu Quero Você — 05:44
15. Orelhão — 03:33
16. Amor Não É Paixão — 03:57
17. A Voz — 03:36
18. Balada Sertaneja — 02:38

## Posicionamientos y Certificaciones
| Tabla (2011)                                           | Mejor posición |
| ------------------------------------------------------ | -------------- |
| Brasil (Associação Brasileira de Produtores de Discos) | 3              |
| Italia (Federazione Industria Musicale Italiana)       | 89             |
| Portugal (Associação Fonográfica Portuguesa)           | 2              |

| País          | Certificaciones | Ventas  |
| ------------- | --------------- | ------- |
| Brasil - ABPD |                 | 60.000+ |

## Histórial de Lanzamiento
| País           | Fecha                | Formato          |
| -------------- | -------------------- | ---------------- |
| Estados Unidos | 20 de agosto de 2010 | Descarga digital |
| Portugal       | 20 de agosto de 2010 | Descarga digital |
| España         | 20 de agosto de 2010 | Descarga digital |